# Ivan Moretto
Ivan Moretto (Montebelluna, 17 maggio 1970) è un allenatore di calcio ed ex calciatore italiano, di ruolo difensore.

## Carriera
Cresciuto calcisticamente nel Montebelluna, per dodici anni veste la maglia del Chievo Verona in Serie C2, Serie C1 e Serie B, categoria nella quale colleziona 84 presenze ed un gol fra il 1994 ed il 1997. Resta nell'organico clivense per altre due stagioni e mezza, senza disputare nessuna gara di campionato, a causa di un grave infortunio.
Nel gennaio 2000 passa al Brescello. Successivamente gioca per Thiene,Cornudacrocetta Asolo Fonte e Belluno.
Appesi gli scarpini al chiodo ha allenato il Concordia Fonte ed il Cornuda Crocetta in Promozione.
Nel 2014 allena i Giovanissimi Sperimentali (di classe 1999) del Bassano Virtus. Dal Luglio del 2015 diventa uno dei collaboratori tecnici dello staff tecnico di mister Rolando Maran al ChievoVerona seguendolo successivamente anche nell'esperienza a Cagliari.
Da Luglio 2020 è il collaboratore tecnico dell'Olbia Calcio nello staff di Mister Massimiliano Canzi.

## Palmarès

### Giocatore
- Campionato italiano Serie C2: 1

Chievo: 1988-1989
- Campionato italiano Serie C1: 1

Chievo: 1993-1994
- Serie D: 1

Thiene: 2000-2001